# Блау-Вайс (Лінц)
«Блау-Вайс Лінц» (нім. Blau-Weiß Linz) — австрійський футбольний клуб з міста Лінц, який виступає в австрійській футбольній Бундеслізі.

## Історія
Футбольний клуб «Блау-Вайс» був заснований у 1997 році, та перейняв атрибутику і традиції клубу «Лінц», який був розформований через фінансові труднощі, та частково злився із своїм принциповим суперником ЛАСК.
У сезоні 2020—2021 років «Блау-Вайс» уперше виграв австрійську другу лігу, проте тоді клуб не отримав ліцензії на виступи в Бундеслізі, оскільки завчасно не подав заявку на ліцензію. У сезоні 2022—2023 років, після перемоги над другою командою «Штурма» (Грац), «Блау-Вайс» удруге виграв другу лігу, і цього разу отримав путівку до Бундесліги. У першому сезоні в найвищій лізі клуб зайняв 9-те місце.

## Стадіон
Клуб «Блау-Вайс» початково проводив матчі на «Лінцер Штадіон», проте пізніше було прийнято рішення побудувати власний стадіон, який початково мав назву «Гоффман Персональ Штадіон», а пізніше отримав назву «Донаупаркштадіон», який станом на 2023 рік вміщував 5 тисяч глядачів.

## Титули
- Переможець другої ліги Австрії (2): 2020—2021, 2022—2023